# Troglohyphantes tauriscus
Troglohyphantes tauriscus este o specie de păianjeni din genul Troglohyphantes, familia Linyphiidae, descrisă de Thaler în anul 1982.
Este endemică în Austria. Conform Catalogue of Life specia Troglohyphantes tauriscus nu are subspecii cunoscute.